# Turridrupa jubata
Turridrupa jubata é uma espécie de gastrópode do gênero Turridrupa, pertencente a família Turridae.